# 妙昌寺 (神奈川県大磯町)
妙昌寺（みょうしょうじ）は、神奈川県中郡大磯町東小磯にある日蓮宗の寺院。山号は大乗山。旧本山は比企谷妙本寺、潮師法縁。

## 歴史
文安元年（1444年）大乗院日征を開山に創建。 以降、応仁2年（1468年）、天明2年（1782年）、明治31年（1898年）と3度にわたり火災で焼失。明治38年（1905年）中郡成瀬村高森（現在の伊勢原市）の寺から本堂を購入、明治41年（1908年）移築が完了した。現在の本堂は昭和54年（1979年）山門とともに再建しされたものである。

## 境内
- 本堂
- 山門
- 客殿　平成4年完成
- 斎場　平成4年完成

## 参考資料
- 日蓮宗寺院大鑑編集委員会『宗祖第七百遠忌記念出版 日蓮宗寺院大鑑』大本山池上本門寺 (1981年)
- 摘み草の会『大磯の寺と神社』摘み草の会
- 「二ノ宮庄 加宿東小磯村 妙昌寺」『大日本地誌大系』 第37巻新編相模国風土記稿2巻之41村里部淘綾郡巻之3、雄山閣、1932年8月。NDLJP:1179210/165。

## 関連資料
- 山崎海弘『妙昌寺の由諸･沿革』私家版（大磯町立図書館所蔵）
- 鈴木昇『大磯の今昔7』私家版（大磯町立図書館所蔵）